# Omfartsvejen (Søndersø)
 For alternative betydninger, se Omfartsvejen. (Se også artikler, som begynder med Omfartsvejen)
 Omfartsvejen er en to sporet omfartsvej der går vest om Søndersø og er en del af sekundærrute 311 der går fra Bogense til Odense. Den er med til at lede trafikken uden om Søndersø, så byen ikke bliver belastet af for meget trafik.
Vejen forbinder Odensevej i syd med Højagervej i nord, og har forbindelse til Vesterled og Søndersøvej.